# فرانسیس هوتن
فرانسیس هوتن (انگلیسی: Frances Houghton؛ زادهٔ ۱۹ سپتامبر ۱۹۸۰) قایقران روئینگ زن اهل بریتانیا است.
وی در مسابقات کشوری و بین‌المللی در مجموع برندهٔ ۷ مدال طلا، ۳ مدال نقره شده‌است.